# Brunettia sycophanta
Brunettia sycophanta és una espècie d'insecte dípter pertanyent a la família dels psicòdids que es troba a Nord-amèrica: Alabama (els Estats Units).